# Wilhelm Boeck
Wilhelm Boeck (* 21. Mai 1908 in Gießen; † 6. Juli 1998 in Tübingen) war ein deutscher Kunsthistoriker.

## Leben
Von 1926 bis 1931 studierte Boeck Kunstgeschichte und Klassische Archäologie in Gießen, München, Wien und Berlin; dort als Schüler von Edmund Hildebrandt.

## Wirken
Besondere Bedeutung wird seiner Auseinandersetzung mit der Kunst Paul Cézannes, Pablo Picassos und dem Werk HAP Grieshabers beigemessen.
Seine Hauptfachgebiete waren gotische Plastik, italienische Frührenaissance, deutscher Barock und die Kunst des 20. Jahrhunderts.
1959 veröffentlichte er die erste Monografie des Künstlers Grieshaber.
Boeck lehrte seit 1941 als Dozent und ab 1948 als außerplanmäßiger Professur an der Universität Tübingen.
Boeck gehörte nach dem Krieg „zu den ersten deutschen Kunsthistorikern, die sich erfolgreich mit der Kunst Cézannes und dem Werk Pablo Picassos auseinandersetzten“, wurde aber durch den damaligen Tübinger Ordinarius Hubert Schrade marginalisiert.

## Nachlass
Sein schriftlicher Nachlasses befindet sich im Deutschen Kunstarchiv im Germanischen Nationalmuseum in Nürnberg.

## Ehrungen
1929 erhielt Boeck den Preis der Grimm-Stiftung der Universität Berlin.
1959 wurde er mit dem Bodensee-Literaturpreis ausgezeichnet.
1989 erhielt er den Verdienstorden des Landes Baden-Württemberg.

## Veröffentlichungen (Auswahl)
- Oberitalien und Toskana in der Kunst der Renaissance, Borna-Leipzig 1930 (Phil. Diss. Berlin 1929)
- Alte Berliner Kirchen, Atlantis-Verlag, Berlin 1937 (zusammen mit Heinz Richartz)
- Oranienburg. Geschichte eines preußischen Königsschlosses, Berlin 1938
- Balthasar Permoser, Der Bildhauer des deutschen Barocks, August Hopfer Verlag, 1938
- Paolo Uccello. Der Florentiner Meister und sein Werk, Grote, Berlin 1939
- Alte Gartenkunst - Eine Stilgeschichte in Beispielen, L.Staackmann Verlag, Leipzig 1939
- Andrea Mantegna. Der Meister der oberitalienischen Frührenaissance, August Hopfer, 1942
- Deutsche Malerei des 20. Jahrhunderts, in: Moderne deutsche Kunst, Tübingen 1947
- Joseph Anton Feuchtmayer, Wasmuth, Tübingen 1948
- Der Hochaltar in Blaubeuren, Gesellschaft für Wissenschaftliches Lichtbild, München 1950
- Der Tiefenbronner Altar von Lucas Moser, Gesellschaft für Wissenschaftliches Lichtbild, München 1951
- Birnau am Bodensee, Hirmer, München 1953
- Pablo Picasso, mit einer Lebensbeschreibung von Jaime Sabartes. Kohlhammer, Stuttgart 1955
- HAP Grieshaber - Holzschnitte, Verlag Günther Neske, Pfullingen 1959
- Der Bamberger Meister. Mit Beiträgen von Urs Boeck, Katzmann-Verlag, Tübingen 1960
- Rembrandt, Kohlhammer, Stuttgart 1962
- Pablo Picasso - Linolschnitte, Hatje, Stuttgart 1962
- Der Bildhauer Philipp Harth, in: Philipp Harth - Plastiken und Zeichnungen, Mainz 1962
- Inkunabeln der Bildniskarikatur bei Bologneser Zeichnern des 17. Jahrhunderts, Verlag Gert Hatje, Stuttgart 1968
- Tiepolo-Zeichnungen in Stuttgart. In: Kunstchronik. Band 24, 1971, S. 57–60.
- Picasso - Zeichnungen, DuMont Schauberg, Köln 1973
- Der Bildhauer, Altarbauer und Stukkateur Joseph Anton Feuchtmayer, Gessler, Friedrichshafen 1981.